# Julio de Hoyos
Julio de Hoyos Gómez (1882-1967) fue un escritor español,

## Biografía
Nació en 1882. Valenciano, fue colaborador de la Revista de Arte (1903), La Correspondencia y Vida Marítima (1903). Como poeta fue premiado en los Juegos Florales de Alicante (1907) por su poesía «Velada de espera». Publicó además títulos como El dolor de la casa (novela, 1908), Los ojos del lazarillo (cuentos, 1908), Camino de hierro (novela, 1909), Los anarquistas (novela, 1910), Como la estrella del norte (novela, 1914) y El Solar de Arias Gonzalo. Zamora histórica y monumental (1917). Falleció el 6 de enero de 1967.